# Црква Успења Богородице у Готовуши
Црква Успења Богородице на сеоском гробљу у Готовуши у општини Штрпце, је црква Српске православне цркве, подигнута у 16., а обновљена у 19. веку.

## Историја
Оригинални облик цркве потиче из периода обнове Пећке патријаршије 1557. године, али је тек кроз процес обнове из 1886. године добила садашњи изглед.

## Изглед
Ова једнобродна грађевина с посебно интересантним полуобличастим сводом чува делове првобитног живописа из 16. века, који су задржани у олтарском простору. 
На подужним зидовима и апсиди је једноставно профилисан поткровни венац од блокова сиге. Зидана је тесаницама и притесаним каменом и споља само дерсована и прекречена, а са унутрашње стране омалтерисана. На прочељу су мала лучно завршена врата, изнад којих је велика, такође лучно завршена ниша. Уз кровни венац на једној фасади су два мала узана отвора, исти такви су и у забатима западне и источне фасаде. Кров је двосливан и покривен старом ћерамидом. Под је од опеке, ниво пода храма спуштен је за два степеника у односу на околни терен. Олтарски простор има три нише (бочне усечене у источни зид) пресечене за око један метар висине хоризонтално постављеном каменом плочом (часна трпеза). Предолтарски простор је са полукружном солеом уздигнутом око 0,5 м од пода наоса. 
Сликарство у цркви потиче из два периода. Времену непосредно после обнове у 16. веку припадају сачуване фреске у олтару. Фреске су сачуване на источном зиду, с тим што се не зна да ли их има и на зидовима брода који су прекречени. У апсидалној ниши је Богородица типа Знамења. Постављена је чврсто, фронтално, са раширеним и подигнутим рукама. Широке површине црвеног плашта као да су позадински фон фигуре. Уз Богородицу су сликани Свети Василије и Свети Јован Златоусти, a представа Христа Агнеца допуњена је, по угледу на старије предлошке, ликовима два анђела – ђакона. У бочним апсидама, од уобичајених ликова два ђакона сачуван је до појаса само онај у левој ниши. Физиономије светитеља су младалачке, благог израза, а на одећи је наглашена орнаментика.
Дрвена преграда иконостаса подигнута је на зидани гредник.  Поред тога, иконостас из 1888. године представља значајно дело зографа Евгенија из Дебра, што доприноси културној баштини ове цркве и њеном значају у историји региона. Распоред икона је уобичајен за цркве из овог периода. На средини су ниске царске двери са Благовестима. Изнад Благовести су, у малим кружним медаљонима, допојасни ликови царева Соломона и Давида. Престоне иконе су: Арханђео Михаило (на северним дверима), Богородица са Христом, Исус Христос и Свети Јован Претеча. Изнад престоних икона је низ икона са Христом и дванаест апостола 20 х 35 см са читко исписаним сигнатурама, а изнад њих крст са Распећем и четири јевађелиста у медаљонима на крацима крста. Десно и лево од крста су иконе Богородице и Јована Богослова. Престоне иконе рађене су уљем на платну, а све остале на дасци. На соклу су елипсасти медаљони у којима су сликане вазе са цвећем. 
Као појединачна икона у цркви се чува „Христ у слави" са великим зракастим нимбом. Сликан је уљем на платну кашираном на даску. 
Зграда конака постављена је северозападно од храма и једним углом се на њега наслања. Правоугаоне је основе, са тремом на јужној страни чији су кров некада носили пет дрвених стубаца, данас замењени бетонским. Са јужне стране су два ниска лучна улаза и прозори са занимљивим, декоративним дрвеним решеткама украшеним тракслованим прстеновима. Првобитни кровни покривач конака замењен је фалцованим црепом. На крову је масиван оџак са двосливним кровом. Унутрашњост се састоји од два одељења. У мањем, на западној страни је „оџак“. Уз преградни зид, у обе просторије, сачуване су аутентичне резбарене дрвене конзоле. У другој, већој правоугаоној просторији дуж свих зидова је ниска камена клупа. Зграда конака зидана је каменим квадерима и трпанцем, а на око 1 м висине су хоризонтално постављене дрвене конаоле. У другој, већој правоугаоној просторији дуж свих зидова је ниска камена клупа. Зграда конака зидана је каменим квадерима и трпанцем, а на око 1 м висине су хоризонтално постављене дрвене талпе. Под просторије је земљани. 
Пре пар година, у близини цркве откривен је, случајно приликом уређења порте, подни мозаик много старије цркве или Виле рустике из времена ране Византије (VI век).
- Западно прочеље
- Поглед са југоисточне стране
- Источна фасада
- Фреске у апсиди
- Служба архијереја